# Uroleucon tenuitarsum
Uroleucon tenuitarsum är en insektsart som först beskrevs av David D. Gillette och Palmer 1933.  Uroleucon tenuitarsum ingår i släktet Uroleucon och familjen långrörsbladlöss. Inga underarter finns listade i Catalogue of Life.